# Dane Richards
Dane Richards (Montego Bay, 14 dicembre 1983) è un ex calciatore giamaicano, di ruolo centrocampista.

## Palmarès

### Club

#### Competizioni nazionali
- MLS Supporters' Shield: 1

NY Red Bulls: 2015